# Ufak Tefek Cinayetler
Ufak Tefek Cinayetler, más conocida como Stiletto Vendetta, es una serie de televisión turca de 2017 producida por Ay Yapım y emitida por Star TV. Ufak Tefek Cinayetler es la versión turca de la serie estadounidense Big Little Lies creada por David E. Kelley, basado en el libro homónimo escrito por Liane Moriarty.

## Trama
Hace casi 20 años, Oya fue traicionada por sus tres amigas más cercanas: Merve, Pelin y Arzu. En su viaje escolar, Oya se quedó sola en medio del lago y no pudo salir del agua cuando se dio cuenta de que sus amigas le habían quitado la ropa. Mientras pedía ayuda, sus amigas ejecutaron su plan y llamaron a su maestro de escuela Edip (Selim Bayraktar). Edip vino a rescatar a Oya de esa desesperada situación y le dio algo para cubrir su cuerpo. En ese momento, todos los estudiantes malinterpretaron la situación y los acusaron de tener una relación sentimental.
No importó lo que hicieran, Oya y el maestro Edip no pudieron probar su inocencia y fueron expulsados de la escuela. Traicionada por sus amigas y acabando de romper con su novio, Oya se encontró en una situación desesperada e intentó suicidarse. Ella sobrevivió a este intento, pero nunca lo olvidaría a lo largo de su vida porque nunca se convertiría en madre en el futuro.
20 años después, Oya se encuentra con sus tres amigas que le han causado ese trauma en su vida. Merve (Aslıhan Gürbüz) es ahora madre de una hija de 7 años. Está casada con el apuesto y exitoso Serhan (Mert Fırat), quien trabaja como consejero de inversiones. Parece tener una vida perfecta en la casa más hermosa de la comunidad Sarmaşık.
Pelin (Bade İşçil), por su parte, tiene un hijo de 7 años. Está casada con Taylan (Ferit Aktuğ), quien fue novio de Oya durante la escuela secundaria. En ausencia de Oya, Pelin logra atraer a Taylan, de quien está enamorada desde hace mucho tiempo.
Arzu (Tülin Özen), por otro lado, está casada con Mehmet (Yıldıray Şahinler) y tiene dos hijos. Parece sacrificar su vida por su familia y conserva su personalidad ingenua.
Merve, Pelin y Arzu nunca se separaron desde la escuela secundaria y continúan viviendo en la comunidad Sarmaşık después de casarse. Merve sigue siendo la líder del grupo y continúa controlando a las otras dos. Oya se muda a un nuevo apartamento en la comunidad de Sarmaşık y comienza a salir con sus viejos amigas después de 20 años. Ella finge haber olvidado todo el pasado y parece ser fuerte. Su llegada cambia las vidas perfectas de Merve, Pelin y Arzu. Esta vez, Oya está decidida a no volver a huir.
La reunión de estas cuatro mujeres conduce a la pasión, los celos, el rencor y, finalmente, al asesinato. El superintendente de policía comienza a investigar el asesinato en la comunidad de Sarmaşık mientras ilumina las sombras del pasado. ¿Por qué Oya ha regresado a la comunidad Sarmaşık después de 20 años? ¿Oya logrará perdonar a Merve, Pelin y Arzu y continuará viviendo en paz? ¿Oya logrará recuperarse del trauma de su pasado o se vengará? ¿Merve seguirá siendo el líder del grupo? ¿Quién es asesinado al final?

## Reparto
- Gökçe Bahadır como Oya Toksöz.
- Aslıhan Gürbüz como Merve Aksak.
- Bade İşçil como Pelin Kaner Tarhan.
- Tülin Özen como Arzu Küçükata Kaymaz.
- Mert Fırat como Serhan Aksak.
- Yıldıray Şahinler como Mehmet Kaymaz.
- Ferit Aktuğ como Taylan Tarhan.
- Selim Bayraktar como Edip Özmen.
- Tansu Biçer como Kemal.
- Duygu Sarışın como Burcu Sonay.
- Hayal Köseoğlu como Derya.
- Hülya Böceklioğlu como Semra.
- Sertaç Ekici como Burak.
- Derya Beşerler como Esra.
- Alican Aytekin como İlhan.
- Aslıhan Kapanşahin como Nilay Kaymaz.
- Doruk Özörmenoğlu como Ayaz Kaymaz.
- Umut Arda Atan como Berk Tarhan.
- Lavinya Ünlüer como Mila Aksak.
- Duygu Akdeniz como Nihal.
- Aylin Engör como Rachel.
- Gümeç Alpay Aslan como Ayşe.
- Yigit Çelebi como Enver.
- Cihan Yenici como Tunç.
- Altuğ Görgü como Rıza.
- Sezin Akbaşoğulları como Elif Işık.
- Osman Sonant como Kerim Adil Sağlam.
- Ushan Çakır como Emre Çelen.
- Şükran Ovalı como Şebnem Aksak.
- Hazal Türesan como Ceren.
- Büşra Gündüz como Oya (joven).
- Tülin Yazkan como Merve (joven).
- Cansu Tuman como Arzu (joven).
- Esila Umut como Pelin (joven).
- Efekan Can como Serhan (joven).
- Taha Ünal como Taylan (joven).
- Ali Gözüşirin como Kerim (joven).
- Burak Aybastı como Burak (joven).
- Mert Bostancı como Emre (joven).

}}

## Temporadas
| Temporada | Temporada | Episodios | Rango de episodios | Emisión original         | Emisión original        |
| Temporada | Temporada | Episodios | Rango de episodios | Inicio                   | Final                   |
| --------- | --------- | --------- | ------------------ | ------------------------ | ----------------------- |
|           | 1         | 32        | 1 - 32             | 24 de octubre de 2017    | 5 de junio de 2018      |
|           | 2         | 13        | 33 - 45            | 18 de septiembre de 2018 | 11 de diciembre de 2018 |

## Premios y nominaciones
| Año  | Premios                          | Categoría             | Nominado(a)                   | Resultado | Ref.  |
| ---- | -------------------------------- | --------------------- | ----------------------------- | --------- | ----- |
| 2018 | Seoul International Drama Awards | Mejor serie de drama  | Ufak Tefek Cinayetler         | Nominada  | [ 3 ] |
| 2018 | Premios Altın Kelebek            | Mejor actriz          | Aslıhan Gürbüz                | Nominada  | [ 4 ] |
| 2018 | Premios Altın Kelebek            | Mejor actor           | Mert Fırat                    | Nominado  | [ 4 ] |
| 2018 | Premios Altın Kelebek            | Mejor serie           | Ufak Tefek Cinayetler         | Nominada  | [ 4 ] |
| 2018 | Premios Altın Kelebek            | Mejor guionista       | Meriç Acemi                   | Nominada  | [ 4 ] |
| 2018 | Premios Altın Kelebek            | Mejor director        | Ali Bilgin y Deniz Yorulmazer | Nominados | [ 4 ] |
| 2018 | Premios Altın Kelebek            | Mejor pareja de serie | Gökçe Bahadır - Mert Fırat    | Nominados | [ 4 ] |